# Македонски денар
Вижте пояснителната страница за други значения на близкото „динар“.
Денарът е законното разплащателно средство в Северна Македония. Той се дели на 100 дени. Народната банка на Северна Македония има официалното право на печатане на банкноти и сечене на монети в Северна Македония.
Северна Македония става монетарно самостоятелна навръх Великден 1992 година. Името на македонската парична единица се предлага от Македонската академия на науките и изкуствата (МАНУ) и произлиза от древните римски монети денарий. Коренът на името е същият, както на Югославския и сръбския динари.
В Северна Македония са валидни метални монети с деноминации от 50 дени, 1, 2, 5, 10 и 50 денара както и хартиени банкноти с деноминации от 5000, 2000, 1000, 500, 200, 100, 50 и 10 денара.
Монетите се ковани от CuNi3Zn17 метал (CuZn15 за 50 дени).
Банкнотите с по-малка деноминация, 10, 50 и 100 денара са печатани в Северна Македония, докато банкнотите с деноминации от 500, 1000 и 5000 денара (издание 1996), са печатани в „Thomas De La Rue“ Лондон. Последното издание на банкнотите от 500 и 1000 денара от 2003 г. е изработено в TDLR. Македонските банкноти съдържат повече защитни елементи.